# Yohannes Mitchum
Yohannes Battice Mitchum (* 6. April 1998 in Basseterre) ist ein Fußballspieler von St. Kitts und Nevis.

## Karriere

### Klub
Bis auf eine Leihe in die U20 des mexikanischen Puebla FC in der Saison 2018/19 spielt er ausschließlich beim Newtown United FC.

### Nationalmannschaft
Nach Einsätzen in der U20 und U23 seines Landes spielte, folgte am 7. Mai 2017 sein erster Einsatz in der A-Nationalmannschaft von St. Kitts und Nevis. Bei dem 2:1-Freundschaftsspielsieg zuhause gegen Barbados wurde er zur 70. Minute für Errol O’Loughlin beim Stand von 1:1 eingewechselt. Seitdem spielt er regelmäßig für die Landesauswahl.